# Beatriz Stix-Brunell
Beatriz Eugenia Stix-Brunell (Miami, 1993) è un'ex ballerina statunitense.

## Biografia

### Formazione
Stix-Brunell è nata a Miami e cresciuta a New York City. Suo padre lavora nel settore finanziario e sua madre è una designer di interni. Ha iniziato a studiare balletto all'età di sette anni presso la School of American Ballet. Ha anche frequentato la Nightingale Bamford School. All'età di 12 anni, ha frequentato la Paris Opera Ballet School. Sua madre e suo fratello si trasferirono a Parigi. Quando Stix-Brunell è arrivata per la prima volta, non parlava francese, ma è riuscita a impararlo in tre mesi. Dopo un anno a Parigi, sebbene fosse la prima classificata nella sua classe, tornò a New York per allenarsi privatamente e continuò a studiare a Nightingale-Bamford.

### Carriera
All'età di 14 anni, Stix-Brunell ha fatto un'audizione per la compagnia di Christopher Wheeldon Morphoses dopo aver visto un volantino sulla compagnia che reclutava ballerini ed è stato invitato a unirsi alla compagnia da Wheeldon.
Stix-Brunell ha incontrato Dame Monica Mason, allora direttrice artistica del Royal Ballet, quando Morphoses è andato in tournée a Londra. Hanno iniziato uno scambio di e-mail. Nel 2010, all'età di 17 anni, Mason ha offerto a Stix-Brunell un contratto per l'azienda, senza un'audizione. È entrata a far parte dell'azienda come artista lo stesso anno. Ha fatto il suo debutto principale mentre era ancora un'artista, ballando il ruolo principale in Alice's Adventures in Wonderland di Wheeldon, sostituendo Marianela Nuñez che era infortunata. Poche settimane dopo, è intervenuta al posto di Lauren Cuthbertson quando ha dovuto ritirarsi da Il principe delle pagode. Durante il suo primo anno a Londra, ha completato il liceo tramite Skype.
Stix-Brunell è diventata Solista nel 2012, saltando il grado di Prima Artista, e Prima Solista nel 2016. Si è ritirata dalle scene nel luglio 2021.
I ruoli che si è esibita con la compagnia includono Juliet in Romeo and Juliet, The Young Girl in The Two Pigeons, Sugar Plum Fairy in Lo Schiaccianoci, e ruoli da protagonista in Jewels di George Balanchine.

## Repertorio

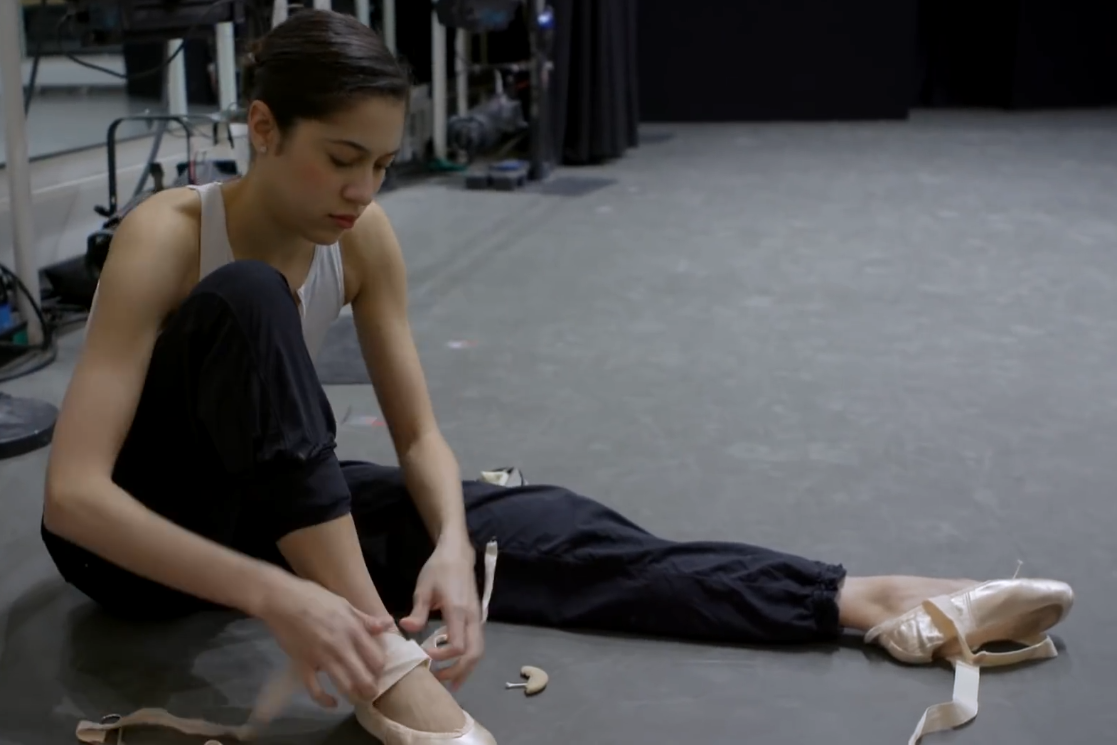
Durante le prove per "Manon"

- Alice in Alice's Adventures in Wonderland
- Sugar Plum Fairy in The Nutcracker
- Perdita in The Winter’s Tale
- The Young Girl in The Two Pigeons
- Olga in Onegin
- Grand Duchess Tatiana in Anastasia
- Mitzi Caspar in Mayerling
- Lilac Fairy, Fairy of the Enchanted Garden and Florestan’s Sister in The Sleeping Beauty
- The After the Rain pas de deux
- Swan Lake
- Concerto
- Manon
- Ballo della regina
- La Sylphide
- Within the Golden Hour
- Polyhymnia’s variation from Apollo
- Polyphonia

### Ruoli creati
- Commedia
- Young Shepherdess in The Winter’s Tale
- ‘Trespass’ (Metamorphosis: Titian 2012)
- Untouchable
- Corybantic Games
- Woolf Works

## Premi
- Outstanding Female Performance (Classical) nel 2012 ai Critics’ Circle National Dance Awards - Nominata